# NBA-Draft 1975
Der NBA-Draft 1975 wurde am 29. Mai 1975 in New York City durchgeführt. Insgesamt gab es zehn Runden.
An erster Position wurde David Thompson von den Atlanta Hawks gewählt, der bis heute als einziger Spieler des Drafts in die Naismith Memorial Basketball Hall of Fame aufgenommen wurde. Von den insgesamt 174 ausgewählten Spielern absolvierten 53 mindestens ein NBA-Spiel.

## Draftpicks
- Mitglieder der Naismith Memorial Basketball Hall of Fame sind farblich hervorgehoben

| Runde | Pick | Spieler (Position) | Nat.               | NBA Team                                                                        | vorheriges Team/College                 | Spiele (reg.) | Punkte | All-Star | Meister |
| ----- | ---- | ------------------ | ------------------ | ------------------------------------------------------------------------------- | --------------------------------------- | ------------- | ------ | -------- | ------- |
| 1     | 1    | David Thompson     | Vereinigte Staaten | Atlanta Hawks (von New Orleans Jazz)                                            | North Carolina State University         | 509           | 11264  | 5        |         |
| 1     | 2    | Dave Meyers        | Vereinigte Staaten | Los Angeles Lakers                                                              | UCLA                                    | 281           | 3149   |          |         |
| 1     | 3    | Marvin Webster     | Vereinigte Staaten | Atlanta Hawks                                                                   | Morgan State University                 | 579           | 4137   |          |         |
| 1     | 4    | Alvan Adams        | Vereinigte Staaten | Phoenix Suns                                                                    | University of Oklahoma                  | 988           | 13910  | 1        |         |
| 1     | 5    | Darryl Dawkins     | Vereinigte Staaten | Philadelphia 76ers                                                              |                                         | 726           | 8733   |          |         |
| 1     | 6    | Lionel Hollins     | Vereinigte Staaten | Portland Trail Blazers                                                          | Arizona State University                | 673           | 7809   | 1        | 1       |
| 1     | 7    | Rich Kelley        | Vereinigte Staaten | New Orleans Jazz (von Milwaukee Bucks)                                          | Stanford University                     | 814           | 6199   |          |         |
| 1     | 8    | Junior Bridgeman   | Vereinigte Staaten | Los Angeles Lakers (von Cleveland Cavaliers)                                    | University of Louisville                | 849           | 11517  |          |         |
| 1     | 9    | Gene Short         | Vereinigte Staaten | New York Knicks                                                                 | Jackson State University                | 34            | 84     |          |         |
| 1     | 10   | Bill Robinzine     | Vereinigte Staaten | Kansas City Kings                                                               | DePaul University                       | 529           | 5541   |          |         |
| 1     | 11   | Joe Meriweather    | Vereinigte Staaten | Houston Rockets                                                                 | Southern Illinois University            | 670           | 5439   |          |         |
| 1     | 12   | Frank Oleynick     | Vereinigte Staaten | Seattle SuperSonics (von Detroit Pistons via New York Knicks, New Orleans Jazz) | Seattle University                      | 102           | 508    |          |         |
| 1     | 13   | Bob Bigelow        | Vereinigte Staaten | Kansas City Kings                                                               | University of Pennsylvania              | 94            | 234    |          |         |
| 1     | 14   | Joe Bryant         | Vereinigte Staaten | Golden State Warriors (von Chicago Bulls)                                       | La Salle University                     | 606           | 5252   |          |         |
| 1     | 15   | John Lambert       | Vereinigte Staaten | Cleveland Cavaliers (von Golden State Warriors)                                 | University of Southern California       | 446           | 1688   |          |         |
| 1     | 16   | Ricky Sobers       | Vereinigte Staaten | Phoenix Suns (von Buffalo Braves)                                               | University of Nevada, Las Vegas         | 821           | 10902  |          |         |
| 1     | 17   | Tom Boswell        | Vereinigte Staaten | Boston Celtics                                                                  | University of South Carolina            | 366           | 2821   |          | 1       |
| 1     | 18   | Kevin Grevey       | Vereinigte Staaten | Washington Bullets                                                              | University of Kentucky                  | 672           | 7364   |          | 1       |
| 2     | 19   | Bill Willoughby    | Vereinigte Staaten | Atlanta Hawks (von New Orleans Jazz)                                            |                                         | 488           | 2930   |          |         |
| 2     | 20   | Gus Williams       | Vereinigte Staaten | Golden State Warriors (von Los Angeles Lakers)                                  | University of Southern California       | 825           | 14093  | 2        | 1       |
| 2     | 21   | Bruce Seals        | Vereinigte Staaten | Seattle SuperSonics (von Atlanta Hawks)                                         | Xavier University of Louisiana          | 235           | 2422   |          |         |
| 2     | 22   | Clyde Mayes        | Vereinigte Staaten | Milwaukee Bucks (von Phoenix Suns via New Orleans Jazz)                         | Furman University                       | 74            | 297    |          |         |
| 2     | 23   | World B. Free      | Vereinigte Staaten | Philadelphia 76ers                                                              | Guilford College                        | 886           | 17955  | 1        |         |
| 2     | 24   | Cornelius Cash     | Vereinigte Staaten | Milwaukee Bucks                                                                 | Bowling Green State University          | 6             | 21     |          |         |
| 2     | 25   | Bob Gross          | Vereinigte Staaten | Portland Trail Blazers                                                          | California State University, Long Beach | 513           | 4567   |          |         |
| 2     | 26   | Ticky Burden       | Vereinigte Staaten | New York Knicks                                                                 | University of Utah                      | 63            | 349    |          |         |
| 2     | 27   | Walter Luckett     | Vereinigte Staaten | Detroit Pistons                                                                 | Ohio University                         | 0             |        |          |         |
| 2     | 28   | Dan Roundfield     | Vereinigte Staaten | Cleveland Cavaliers                                                             | Central Michigan University             | 746           | 11318  | 3        |         |
| 2     | 29   | Jim Blanks         | Vereinigte Staaten | Houston Rockets                                                                 | Gardner-Webb University                 | 0             |        |          |         |
| 2     | 30   | Steve Green        | Vereinigte Staaten | Chicago Bulls (von Seattle SuperSonics)                                         | Indiana University                      | 153           | 705    |          |         |
| 2     | 31   | Glenn Hansen       | Vereinigte Staaten | Kansas City Kings                                                               | Louisiana State University              | 112           | 588    |          |         |
| 2     | 32   | John Laskowski     | Vereinigte Staaten | Chicago Bulls                                                                   | Indiana University                      | 118           | 832    |          |         |
| 2     | 33   | Mel Utley          | Vereinigte Staaten | Cleveland Cavaliers (von Golden State Warriors)                                 | St. John’s University                   | 0             |        |          |         |
| 2     | 34   | Larry Fogle        | Vereinigte Staaten | New York Knicks (von Buffalo Braves via Chicago Bulls)                          | Canisius College                        | 2             | 2      |          |         |
| 2     | 35   | Allen Murphy       | Vereinigte Staaten | Phoenix Suns (von Washington Bullets)                                           | University of Louisville                | 2             | 5      |          |         |
| 2     | 36   | Jimmy Conner       | Vereinigte Staaten | Phoenix Suns (von Boston Celtics)                                               | University of Kentucky                  | 0             |        |          |         |
| 3     | 37   | Rudy Hackett       | Vereinigte Staaten | New Orleans Jazz                                                                | Syracuse University                     | 6             | 14     |          |         |
| 3     | 38   | Jim McElroy        | Vereinigte Staaten | New Orleans Jazz (von Los Angeles Lakers)                                       | Central Michigan University             | 418           | 4120   |          |         |
| 3     | 47   | Rudy White         | Vereinigte Staaten | Houston Rockets                                                                 | Arizona State University                | 124           | 384    |          |         |
| 3     | 48   | Tom Kropp          | Vereinigte Staaten | Washington Bullets (von Seattle SuperSonics)                                    | University of Nebraska at Kearney       | 78            | 193    |          |         |
| 3     | 50   | Gus Gerard         | Vereinigte Staaten | Portland Trail Blazers (von Chicago Bulls)                                      | University of Virginia                  | 280           | 1607   |          |         |
| 3     | 51   | Robert Hawkins     | Vereinigte Staaten | Golden State Warriors                                                           | Illinois State University               | 103           | 1313   |          |         |
| 3     | 53   | Jerome Anderson    | Vereinigte Staaten | Boston Celtics                                                                  | West Virginia University                | 49            | 127    |          | 1       |
| 3     | 54   | Bayard Forrest     | Vereinigte Staaten | Phoenix Suns (von Atlanta Hawks via Milwaukee Bucks)                            | Grand Canyon University                 | 139           | 569    |          |         |
| 4     | 56   | C.J. Kupec         | Vereinigte Staaten | Los Angeles Lakers                                                              | University of Michigan                  | 147           | 606    |          |         |
| 4     | 57   | Monte Towe         | Vereinigte Staaten | Atlanta Hawks                                                                   | North Carolina State University         | 51            | 130    |          |         |
| 4     | 61   | Phil Hicks         | Vereinigte Staaten | Portland Trail Blazers                                                          | Tulane University                       | 57            | 132    |          |         |
| 4     | 62   | Eric Fernsten      | Vereinigte Staaten | Cleveland Cavaliers                                                             | University of San Francisco             | 218           | 517    |          | 1       |
| 4     | 64   | Lindsay Hairston   | Vereinigte Staaten | Detroit Pistons                                                                 | Michigan State University               | 47            | 273    |          |         |
| 5     | 75   | Wilbur Holland     | Vereinigte Staaten | Atlanta Hawks                                                                   | University of New Orleans               | 276           | 3760   |          |         |
| 5     | 76   | Joe Pace           | Vereinigte Staaten | Phoenix Suns                                                                    | Coppin State University                 | 79            | 255    |          | 1       |
| 6     | 92   | Don Ford           | Vereinigte Staaten | Los Angeles Lakers                                                              | University of California, Santa Barbara | 474           | 3016   |          |         |
| 6     | 99   | Henry Ward         | Vereinigte Staaten | Cleveland Cavaliers                                                             | Jackson State University                | 27            | 83     |          |         |
| 7     | 113  | Mike Flynn         | Vereinigte Staaten | Philadelphia 76ers                                                              | University of Kentucky                  | 144           | 896    |          |         |
| 8     | 136  | Andre McCarter     | Vereinigte Staaten | Cleveland Cavaliers                                                             | UCLA                                    | 103           | 392    |          |         |
| 8     | 139  | Jim Bostic         | Vereinigte Staaten | Kansas City Kings                                                               | New Mexico State University             | 4             | 26     |          |         |
| 9     | 151  | Terry Thomas       | Vereinigte Staaten | Detroit Pistons                                                                 | University of Detroit Mercy             | 28            | 77     |          |         |
| 10    | 161  | Alexander Below    | Sowjetunion 1955   | New Orleans Jazz                                                                | Spartak Leningrad                       | 0             |        |          |         |